# Andronic Asen
 (novembre 2023).
Si vous disposez d'ouvrages ou d'articles de référence ou si vous connaissez des sites web de qualité traitant du thème abordé ici, merci de compléter l'article en donnant les références utiles à sa vérifiabilité et en les liant à la section « Notes et références ».
Andronic Asen (? - 1322) était gouverneur de la province byzantine de Morée entre 1316 et 1322.

## Biographie
Andronic Asen était le fils du tsar bulgare Ivan Asen III et d'Irène Paléologue, sœur de l'empereur byzantin Andronic II Paléologue.
Ses parents ont dû fuir le pays en 1280 lors du soulèvement d'Ivaïlo et se sont réfugiés en territoire byzantin. Après la mort de Michel Cantacuzène, Andornic II a confié à Andronic Asen le gouvernement de la petite province byzantine de Morée (partie sud-est de la péninsule).
Cantacuzène avait déjà réussi à consolider la province et connut un certain succès contre la principauté franque d'Achaïe dans le nord. Asen a continué dans la même voie, profitant des dissensions internes dans Achaïe. Il conquit une grande partie du territoire dans le centre de Morée. En 1320, il prit les châteaux d'Akova, de Polyphengos, de Karýtena et de Saint-Georges en Skorta, battant une armée franque en septembre.

## Famille
Andronic Asen a épousé une certaine Tarchaneiotissa, fille du protostrator Michel Glabas Tarchaniotès. 
Ils ont eu au moins quatre enfants:
- Manuel Comnène Raoul Asen, stratège en 1342 à Didymoteicho (1342), puis gouverneur de Bizye en 1344.
- Jean Asen, gouverneur de Melenikon (1342) et Morrha (1343).
- Irène Asanina, mariée à Jean VI Cantacuzène et dont la fille Hélène épousa Jean V Paléologue.
- Hélène Asanina, morte jeune.

## Source
- (en) Cet article est partiellement ou en totalité issu de l’article de Wikipédia en anglais intitulé « Andronikos Asen » (voir la liste des auteurs).